# Bruno Reidal – Geständnis eines Mörders
Bruno Reidal – Geständnis eines Mörders ist ein Kriminalfilm von Vincent Le Port, der im Juli 2021 bei den Internationalen Filmfestspielen in Cannes seine Weltpremiere feierte und im März 2022 in die französischen Kinos kam.

## Handlung
An einem ansonsten ganz gewöhnlichen Tag im Jahr 1905 enthauptet der 17-jährige Seminarist Bruno Reidal im Wald in der Nähe seines Dorfes in der Region Cantal einen Jungen. Anschließend stellt er sich selbst. Um zu verstehen, warum er den Mord begangen hat, untersucht eine Gruppe von Ärzten unter der Leitung von Professeur Lacassagne den Fall. Sie befragen Bruno und tragen ihm auf niederzuschreiben, wie sein bisheriges Leben verlaufen ist. 
In seiner Kindheit wurde Bruno von seinen Eltern körperlich und auch sexuell misshandelt und erlebte sein Verhältnis zu seinen Geschwistern als distanziert. Irgendwann waren in ihm düstere Mordphantasien aufgekommen. Das Priesterseminar schien die einzige Möglichkeit für Bruno zu sein, seiner Familie und seinen gewalttätigen Gedanken und Gefühlen zu entfliehen. Doch konnte er den Wunsch nicht unterdrücken, seine männlichen Mitschüler zu verstümmeln oder zu töten und labte sich an seinen Schuldgefühlen. Seine Gedanken projizierte er vor allem auf den gutaussehenden Seminaristen Blondel, den er an diesem Tag als Opfer auswählte.

## Produktion

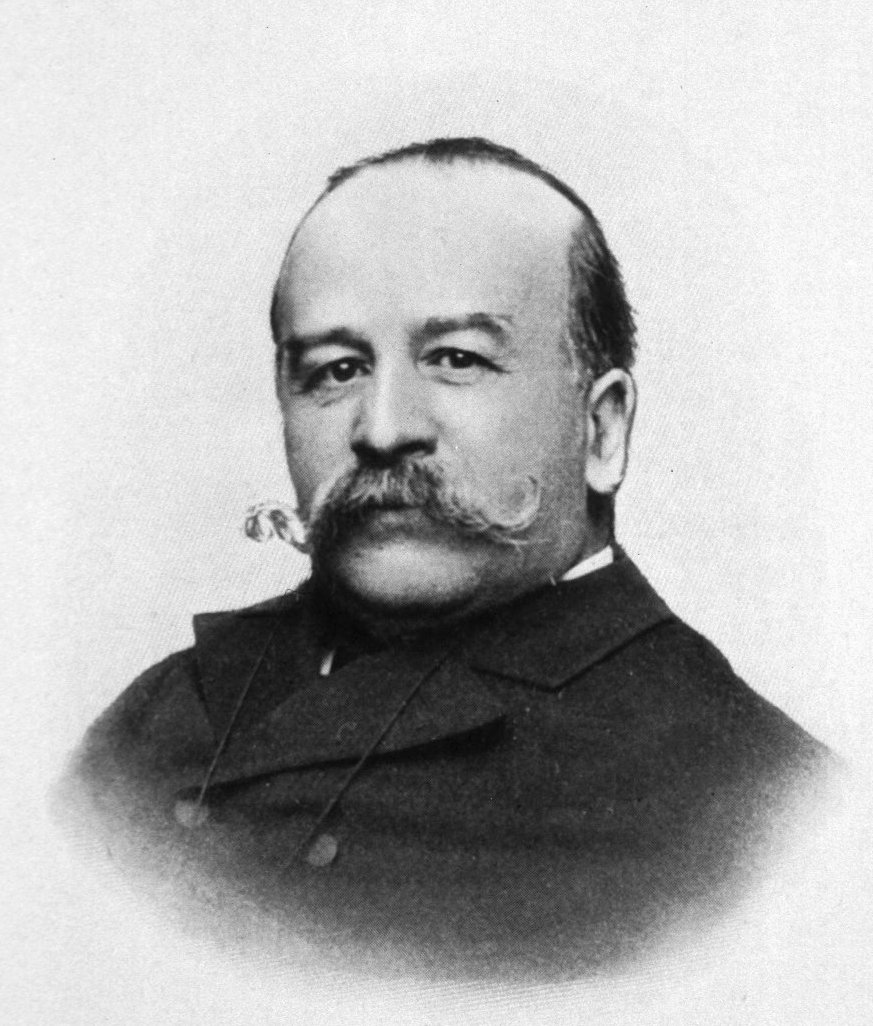
Der Arzt und Kriminologe Alexandre Lacassagne

Regie führte Vincent Le Port, der auch das Drehbuch schrieb. Er wurde 1986 in Rennes geboren und machte seinen Abschluss in Filmregie an der La Fémis. Er ist Mitbegründer der Produktionsfirma Stank. Der Film ist von einem wahren Fall und durch einen Bericht über diesen inspiriert. Wie Bruno Reidal in dem Film schrieb der Mörder damals auf Wunsch seiner Ärzte diesen selbst.
Die Titelfigur wird in ihren drei Altersstufen von Dimitri Doré, Alex Fanguin und Roman Villedieu gespielt. Doré, der in Litauen geboren wurde und im Alter von einem Jahr nach Paris kam, war bei der Premiere von Bruno Reidal 24 Jahre. Von France Culture wurde er im Januar 2018 als „das junge Wunderkind der Theaterszene“ geehrt. In Bruno Reidal gab Doré sein Debüt als Filmschauspieler. Seine nächste Rolle erhielt er in Laurent Larivières Film À propos de Joan. Für seine Rolle in Bruno Reidal wurde Doré von der Académie des César zu einer der 31 Révélations 2023, im Jahr 2022 in Erscheinung getretene, neue Gesichter des französischen Kinos, bestimmt. Der im Film von Jean-Luc Vincent gespielte Arzt Alexandre Lacassagne, der den Fall von Bruno Reidal untersucht, war auch als Kriminologe tätig und ist der Gründer der Lacassagne-Kriminologie-Schule in Lyon. In weiteren Rollen sind Tino Vigier als der Seminarist Blondel und Nelly Bruel und Ivan Chiodetti als Brunos Eltern zu sehen.
Die verwendete Musik stammt von dem 1992 verstorbenen Komponisten und Organisten Olivier Messiaen.
Die Weltpremiere erfolgte am 12. Juli 2021 bei den Internationalen Filmfestspielen in Cannes. Im März 2022 wurde der Film beim BFI London LGBTQIA+ Film Festival gezeigt. Der Kinostart in Frankreich erfolgte am 23. März 2022. Im August 2022 wurde er beim Hong Kong International Film Festival vorgestellt. Im deutschen Fernsehen wurde Bruno Reidal – Geständnis eines Mörders am 20. Juni 2025 auf Arte als OmU ausgestrahlt.

## Auszeichnungen
César 2023
- Nominierung als Bester Debütfilm
- Nominierung als Bester Nachwuchsdarsteller (Dimitri Dore)

Gan Foundation Award for Cinema Awards 2018
- Auszeichnung für das Beste Drehbuch (Vincent Le Port)[10]

Internationale Filmfestspiele von Cannes 2021
- Nominierung für die Caméra d’Or (Vincent Le Port)
- Nominierung für die Queer Palm (Vincent Le Port)

Premiers Plans d’Angers 2022
- Nominierung als Bester europäischer Spielfilm für den Großen Preis der Jury (Vincent Le Port)
- Auszeichnung mit dem Prix Jean Carmet (Dimitri Doré)[11]

Prix Lumières 2023
- Auszeichnung als Bester Nachwuchsdarsteller (Dmitri Doré)
- Nominierung als Bestes Erstlingswerk